# Habroleptoides budtzi
Habroleptoides budtzi is een haft uit de familie Leptophlebiidae. De wetenschappelijke naam van de soort is voor het eerst geldig gepubliceerd in 1912 door Esben-Petersen.
De soort komt voor in het Palearctisch gebied.